# Mayfair (Automarke)
Mayfair war eine britische Automobilmarke, die von 1901 bis 1906 von der Sports Motor Car Co. in London verkauft wurde.
Nur 1901 wurde der Mayfair 4½ hp angeboten. Sein Einzylindermotor besaß einen Hubraum von 0,5 Liter, sein Radstand betrug 1829 mm. Der Wagen war 2286 mm lang und 1524 mm breit.
Die folgenden Modelle wurden weder im Vereinigten Königreich konstruiert noch dort montiert. Vielmehr handelte es sich um Modelle verschiedener europäischer Hersteller, die nur importiert wurden.
1906 war die Marke wieder vom Markt verschwunden.

## Modelle
| Modell | Bauzeitraum | Zylinder | Hubraum | Radstand |
| ------ | ----------- | -------- | ------- | -------- |
| 4½ hp  | 1901        | 1        | 499 cm³ | 1829 mm  |